# Dorothy Stang
Dorothy Mae Stang (7. července 1931, Dayton, Ohio, USA – 12. února 2005, Anapu, Pará, Brazílie) byla americko-brazilská řeholnice, misionářka a ochránkyně přírody a lidských práv, působící v Brazílii.

## Život
Dorothy Stangová se narodila v USA v Daytonu. Vstoupila do řádu sester Notre Dame de Namur a později se přestěhovala do Brazílie, kde posléze získala občanství. Nejprve učila na školách, později se začala plně věnovat otázkám lidských práv a ochrany přírody. Hlavním předmětem jejích aktivit byla ochrana pralesních indiánů a chudých zemědělců před dřevařskými firmami a bohatými statkáři a boj proti ilegálním záborům půdy a ilegální těžbě a likvidaci Amazonského pralesa ve státě Pará. V roce 2004 ji občané státu Pará zvolili ženou roku. 12. února 2005 byla zavražděna vrahy najatými dřevařskými a statkářskými kruhy. Její smrt představovala vyvrcholení teroru zaměřeného proti ochráncům přírody a původních obyvatel, během kterého bylo v Brazílii dle údajů ekologických organizací zavražděno přes 500 ekologických aktivistů. Brazilská vláda se v reakci na ni rozhodla zakročit a vyslala do oblastí, kde panoval nejtvrdší teror, rozsáhlé policejní a vojenské síly, které situaci uklidnily. 13. února 2006 podepsal brazilský prezident u příležitosti výročí její smrti dekrety rozšiřující chráněná území ve státě Pará. Ekologické organizace tento krok uvítaly, ovšem upozornily, že nová chráněná území zatím existují jen na papíře.